# Marcha Real
Marcha Real [ˈmaɾtʃa reˈal] („Königlicher Marsch“) ist die Nationalhymne von Spanien. Sie ist eine der wenigen Nationalhymnen ohne Text und eine der ältesten in Europa.

## Geschichte
Erstmals nachweisbar ist die Hymne 1761 im Libro de Ordenanza de los toques militares de la Infantería Española (Buch der Ordnung der militärischen Signale der spanischen Infanterie) von Manuel de Espinosa de los Monteros (um 1730–1810) unter dem Titel Marcha Granadera (Grenadiermarsch). Durch den Titelzusatz „compuestos por Dn. Manuel Espinosa“ weist sich Espinosa als Komponist der Sammlung aus, weswegen angenommen werden kann, dass auch dieser Marsch von ihm verfasst wurde. Weit verbreitet ist der im 19. Jahrhundert in Spanien entstandene Mythos, der Komponist des Stückes sei Friedrich der Große gewesen, der es Karl III. gewidmet habe. Diese Behauptung ist jedoch fiktiv. Allerdings soll den Grenadiermarsch Graf Aranda bei einem Besuch der preußischen Truppen 1753 von einem dortigen Grenadierregiment übernommen und umgeformt haben.
Ebenfalls umstritten ist die Behauptung, 1770 sei die Marcha Granadera von Karl III. per Dekret zum offiziellen „Ehrenmarsch“ erklärt worden. Erst gegen Mitte des 19. Jahrhunderts, in der Regierungszeit Isabellas II., avancierte sie zur Marcha Real (Königlicher Marsch).

## Marcha Real
Die Marcha Real hatte offiziell nie einen Text. Inoffiziell wurden ihr allerdings häufig Texte unterlegt, die oft große Popularität erlangten.
Die ältesten Verse aus dem Jahr 1843 stammen von Ventura de la Vega:
| Venid españoles Al grito acudid. Dios salve a la Reina, Dios salve al país. | Kommt, ihr Spanier folgt dem Ruf. Gott schütze die Königin, Gott schütze das Land. |

Während der Herrschaft König Alfons XIII. (1886–1941) wurden der Marcha Real Verse von Eduardo Marquina unterlegt: «Vida, vida, futuro de la Patria, que en tus ojos es abierto corazón» („Leben, Leben, Zukunft des Vaterlandes, das in deinen Augen ein offenes Herz ist.“).
Nach dem Ende der Franco-Herrschaft gab es angeblich Bestrebungen, diesen Text auch offiziell zum Text der spanischen Nationalhymne zu erklären. König Juan Carlos I. soll sich allerdings dagegen entschieden haben, der Marcha Real einen Text zu unterlegen.
Nachdem die Marcha Real während der Zweiten Republik (1930–1939) durch den Himno de Riego ersetzt worden war, führte Franco La Marcha Real wieder ein. Während seiner Diktatur (1939–1975) wurde manchmal die Nationalhymne mit Versen des Dichters José María Pemán gesungen. Auch dieser Text wurde aber nie offiziell anerkannt.
Im Januar 2008 wurde ein Text vorgestellt, der das Ergebnis eines Wettbewerbes des spanischen Nationalen Olympischen Komitees war. Anlass für den Wettbewerb war, dass das NOK der Meinung war, die Fußballer müssten vor einem Spiel die Hymne mitsingen können. Aufgrund weitgehend negativer Reaktionen in Politik und Öffentlichkeit wurde dieser Vorschlag jedoch nach wenigen Tagen zurückgezogen.
Im Jahr 2018 unternahm die Popsängerin Marta Sánchez einen neuen Anlauf zu einer Textierung, die von Ministerpräsident Mariano Rajoy euphorisch gelobt wurde, bei Musikerkollegen und in der Presse aber eher auf Ablehnung stieß. Ebenfalls 2018 präsentierte Singer-Songwriter Alejandro Abad einen weiteren Textvorschlag.

## DerTriple Himno
In der Zeit des Franquismus war die Marcha Real Teil des Triple Himno (dreifache Hymne), eines Medleys, das sich aus – in dieser Reihenfolge – der carlistischen
Hymne Marcha de Oriamendi, der falangistischen Hymne Cara al Sol und der Marcha Real zusammensetzte. Der Triple Himno erklang bis 1976 jeweils zum Sendeschluss von Radio Nacional de España.